# Costabissara
Costabissara là một đô thị tại tỉnh Vicenza ở vùng Veneto, Ý.